# Mao Okui
Mao Okui (jap. 奥井眞生 Okui Mao; ur. 8 września 1995) – japoński zapaśnik walczący w stylu wolnym. Zajął piąte miejsce na mistrzostwach świata w 2019. Wicemistrz akademickich MŚ w 2018 roku.